# Sielsowiet Telmy
Sielsowiet Telmy (s. telmiński, biał. Тэльмінскі сельсавет, ros. Тельминский сельсовет) – sielsowiet na Białorusi, w obwodzie brzeskim, w środkowschodniej części rejonu brzeskiego.
Siedzibą sielsowietu są Telmy Własne. Jednostka podziału administracyjnego sąsiaduje na zachodzie z miastem Brześć, na północy z sielsowietem Czernie, na południu z sielsowietem Muchawiec, a na wschodzie z sielsowietami rejonu żabineckiego.
W skład sielsowietu wchodzi obecnie 12 miejscowości:
| Polska nazwa miejscowości | Nazwa białoruska              | Nazwa rosyjska                | Typ jednostki osadniczej |
| ------------------------- | ----------------------------- | ----------------------------- | ------------------------ |
| Bulkowo                   | Булькова (Bulkowa)            | Бульково (Bulkowo)            | wieś                     |
| Bujaki                    | Буякі                         | Буяки                         | wieś                     |
| Koszelewo (Koszyłowo)     | Кошалева (Koszalewa)          | Кошелево (Koszelewo)          | wieś                     |
| Lidymo (Lidymy)           | Лідыма (Lidyma)               | Лидымо (Lidymo)               | wieś                     |
| Kosicze Małe              | Малыя Косічы (Małyja Kosiczy) | Малые Косичи (Małyje Kosiczi) | wieś                     |
| Oczki                     | Ачкі                          | Очки                          | wieś                     |
| Smolin                    | Смолін                        | Смолин                        | wieś                     |
| Telmy Własne              | Тэльмы-1                      | Тельмы-1                      | wieś                     |
| Telmy Rządowe             | Тэльмы-2                      | Тельмы-2                      | wieś                     |
| Chaby                     | Хабы                          | Хабы                          | wieś                     |
| Szebryń                   | Шэбрын (Szebryn)              | Шебрин (Szebrin)              | wieś                     |
| Jamno                     | Ямна (Jamna)                  | Ямно                          | wieś                     |

W okresie międzywojennym większość miejscowości sielsowietu należała do gminy Kosicze w województwie poleskim II Rzeczypospolitej, tylko Bulkowo znajdowało się w gminie Rohoźna (następnie Żabinka).
Do 2007 r. sielsowiet Telmy obejmował także Płoskę (Плоска), Wyczółki (Вычулки), Zadworce Nowe (Новые Задворцы) i Zadworce Stare (Старые Задворцы), włączone następnie w obręb miasta Brześć.